# W. W. Grainger
W. W. Grainger ist eine Kapitalgesellschaft in der Form einer public company in den Vereinigten Staaten. Das Unternehmen handelt mit Industriebedarfsgütern und ist im Aktienindex der größten US-Unternehmen  gelistet.
Der Betrieb wurde 1927 von William W. (Bill) Grainger gegründet und hat seinen Firmensitz in Lake Forest bei Chicago.
Nach eigenen Angaben beschäftigt die Firma 25.000 Mitarbeiter und erzielt einen Jahresumsatz von 10,137 Milliarden US-Dollar (Stand 2016).
Unter der Marke Zoro betreibt Grainger einen reinen Online-Shop in den USA, Kanada, Niederlande und Deutschland. Dessen Zielgruppe sind vor allem kleine und mittlere Unternehmen. Mit einer 51% Beteiligung an dem Online-Shop MonotaRO werden asiatische Märkte – vor allem Japan – bedient.